# شارع أتوتشا
شارع أتوتشا (بالإسبانية: Calle de Atocha)‏ هو شارع قديم في مدريد. يمتد بين ساحة لا بروبينثيا، بجوار بلاثا مايور وباسيو ديل برادو، بجوار ساحة الإمبراطور كارلوس الخامس، والُمعروف باسم دوار أتوتشا. ومنذ نهاية القرن التاسع عشر، أصبح معروفًا جدًا لربط وسط المدينة مع محطة السكة الحديد.